# Homo sapiens idaltu
Homo sapiens idaltu (ruwweg "bejaarde wijze man", de naam idaltu is een Amhaars woord voor 'bejaard') is een voorgestelde uitgestorven ondersoort van de mens, die bijna 160.000 jaar geleden, tijdens het Pleistoceen, in Afrika leefde.
De fossiele resten werden in 1997 gevonden door Tim White, in de Middle Awash-streek van de Ethiopische Afar-slenkvallei, maar pas in 2003 werden na grondig onderzoek de geheimen van de fossiele resten ontsluierd. De fossielen lagen tussen twee vulkanische lagen bij Herto Bouri. Datering met behulp van radio-isotopen leverde een ouderdom voor de lagen tussen de 154.000 en 160.000 jaar op. Er werden drie goed geconserveerde schedels gevonden. De best bewaarde is die van een volwassen vrouw (BOU-VP-16/1) met een herseninhoud van 1450 cm³. De andere schedels zijn van een bijna volwassen man en een 6 jaar oud kind.
Volgens de ontdekkers verschilden de fossielen van andere vroege moderne mensen, zoals de in Europa gevonden cro-magnonmens en in andere delen van de wereld gevonden fossielen.
De classificatie als aparte ondersoort is echter omstreden. De Britse antropoloog Chris Stringer schreef dat naar zijn mening "de voor H. sapiens idaltu beschreven onderscheidende kenmerken misschien niet zo ongebruikelijk zijn, en waarschijnlijk ook te vinden zijn in laat-Pleistocene vondsten uit regio's zoals Australazië".
De vondst ondersteunde de "Enkele-oorspronghypothese ("Out of Africa"). Men veronderstelde dat deze ondersoort de voorouder van de moderne mens was. 300.000 jaar oude vondsten uit Djebel Irhoud in Marokko, gepubliceerd in 2017, tonen echter aan dat het ontstaan van de vroege moderne mens over een veel groter gebied plaatsvond.
| Voorlopers en oude verwanten van de mens | Voorlopers en oude verwanten van de mens | Voorlopers en oude verwanten van de mens |
| Fossiel voorkomen                        | Geslacht                                 | Soorten |
| ---------------------------------------- | ---------------------------------------- | --- |
| 7 - 4,4 Ma                               | Sahelanthropus                           | Sahelanthropus tchadensis |
| 7 - 4,4 Ma                               | Orrorin                                  | Orrorin tugenensis |
| 7 - 4,4 Ma                               | Ardipithecus                             | Ardipithecus ramidus · Ardipithecus kadabba |
| 4,3 - 2 Ma                               | Australopithecus                         | A. anamensis · A. afarensis · A. bahrelghazali · A. africanus · A. garhi · A. sediba |
| 3,5 Ma                                   | Kenyanthropus                            | Kenyanthropus platyops |
| 2,5 - 1 Ma                               | Paranthropus                             | P. aethiopicus · P. boisei · P. robustus |
| tot heden                                | Homo                                     | H. antecessor · H. cepranensis · H. denisova · Homo erectus (Javamens · Pekingmens) · H. ergaster · H. floresiensis · H. gautengensis · H. georgicus · H. habilis · H. heidelbergensis · H. helmei · H. neanderthalensis · H. rhodesiensis · H. rudolfensis · Homo sapiens (H. s. idaltu · Cro-magnonmens · Red Deer Cave-mensen) |